# Никель, Лея
Лея Никель (ивр. לאה ניקל‎; 6 декабря 1918 — 10 сентября 2005) — израильская художница, работавшая в стиле абстракционизма. Лауреат Премии Израиля в области живописи 1995 года.

## Биография
Лея Никель родилась в Житомире на западе Украины, её родители совершили алию в Израиль в 1920 году, когда девочке было два года. Лея выросла в Тель-Авиве. В 16 лет (1935) начала учёбу у еврейского художника с российскими корнями Хаима Гликсберга. В начале 1940-х годов она вышла замуж и родила дочь Зиву. Из-за финансовых трудностей и семейных проблем не рисовала. В 1946 году, после расставания с мужем, поступила в мастерскую Йехезкеля Штрейхмана и Авигдора Стимацкого, художников группы «Новые горизонты», и проучилась там два года.
В 1950 году поехала в Париж, оставив дочь у родственников в кибуце Кфар-Рупин. Никель оставалась в Париже до 1961 года. С 1954 года наступает переломный момент в её творчестве, она увлекается подвидом абстракционизма — стилем «ташизм», вопреки которому выстраивает в своих картинах организованную композицию. Её картины характеризуются насыщенными цветами и большими размерами, она часто использовала техники гравюры, рисования пальцами, ка́пания. В том же году она представила свою первую персональную выставку в галерее Камринского в Тель-Авиве. Её первая персональная выставка в Париже прошла в 1957 году в галерее Колетт Алленди. После возвращения в Израиль она поселилась в Ашдоде и участвовала в групповой выставке в «Бецалеле» и Тель-Авивском музее изобразительных искусств.
В 1963 году она впервые приехала в Нью-Йорк и пробыла там около двух лет. В 1964 году она представляла Израиль на Венецианской биеннале вместе с Игалем Тумаркиным и Арье Арохом.
В 1965—1967 годах обитала в Цфате.
На период 1967—1970 годов перебралась в Рим. После Рима три года прожила в Тель-Авиве.
В 1973—1977 годах жилищем служил известный отель «Челси» в Нью-Йорке. После возвращения в Израиль она некоторое время жила в Тель-Авиве-Яффо, а затем, в 1985 году, поселилась в мошаве Кидрон, где жила её дочь Зива Ханан. В 1995 году Тель-Авивский художественный музей представил её ретроспективную выставку (куратор: Михаэль Сган-Коэн).
В 2002 году в галерее современного искусства Sommer в Тель-Авиве были представлены работы Никель 1998 года.
В 2004 году выставка избранных работ времени её жизни в Париже была представлена в музее Мане Каца в Хайфе.
В 2018 году в галерее «Шлуш» была представлена комплексная выставка по случаю 100-летия со дня её рождения.
В сентябре 2005 года Лея Никель умерла года от рака, похоронена на кладбище мошава Кидрон мужем Сэмом Лэйманом, дочерью Зивой, внуками и правнуками.
Со второго десятилетия XXI века её картины стали популярны (см. работы). Под редакцией израильского искусствоведа Йоны Фишера вышла книга «Лея Никель» издательства Тель-Авивского художественного музея, Тель-Авив, 1992 г. (48 страниц).

### Награды и признание
Лея Никель была награждена многочисленными премиями:
- Премия Министерства образования и культуры за живопись, 1968 г.
- Премия Сандберга за израильское искусство от имени Музея Израиля, 1972 г.
- Премия Дизенгофа, [1982 г.
- Медаль ЮНЕСКО за деятельность в экспериментальной мастерской в Ницце, Франция, 1985 г.
- Премия Гамзо, 1987 г.
- Премия Израиля в области живописи совместно с Менаше Кадишманом, 1995 г.
- Почетный доктор философии Института науки Вейцмана.
- Кавалер Ордена искусств и литературы министра иностранных дел Франции, 1997 г.